# Šavnik

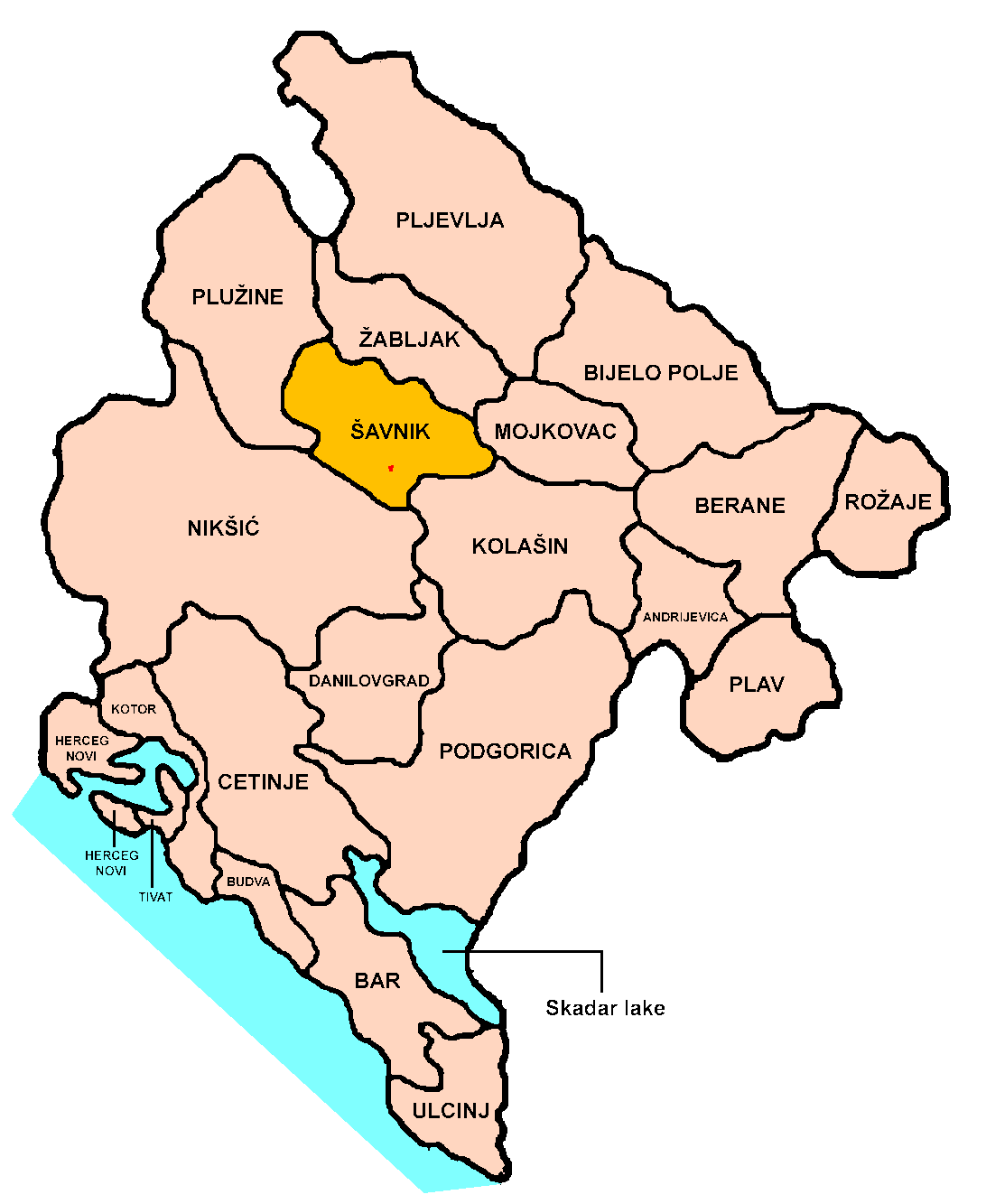
Posizione della città e della municipalità di Plav

Šavnik (in montenegrino cirillico: Шавник) è un piccolo villaggio del nord del Montenegro, capoluogo del comune omonimo.
Conta 2 947 abitanti, il 19% dei quali è concentrato nel capoluogo (570 ab.), che in termini di popolazione è il più piccolo del Paese.

## Popolazione
Quello di Šavnik è il meno popolato di tutti i comuni del Montenegro.
Popolazione di Šavnik:
- 1981 - 633
- 1991 - 821
- 2003 - 570

Gruppi etnici (nel 2003):
- Montenegrini (58,94%)
- Serbi (30,0%)
- Musulmani (0,87%)
- Jugoslavi (0,70%)
- Macedoni (0,17%)
- Sconosciuto (4,03%)